# Buskhonungsfågel
Buskhonungsfågel (Meliphaga albonotata) är en fågel i familjen honungsfåglar inom ordningen tättingar.

## Utseende och läte
Buskhonungsfågel är en medelstor honungsfågel. Fjäderdräkten är enfärgat olivgrön med en vit öronfläck och otydlig streckning vid näbbroten. Den är något lik oreadhonungsfågel som den delvis överlappar med, men buskhonungsfågeln har mer grönt i vingen och hittas i öppnare miljöer. Bland lätena hörs ett "chup!" likt flera andra arter eller en snabb serie visslingar.

## Utbredning och systematik
Buskhonungsfågel hittas i buskmarker i förberg på södra Nya Guinea. Den behandlas som monotypisk.

## Status
Arten har ett stort utbredningsområde och internationella naturvårdsunionen IUCN kategoriserar arten som livskraftig. Beståndsutvecklingen är dock oklar.